# Алексеевка (Близнюковский район)
Алексе́евка (укр. Олексіївка), село,
Алексеевский сельский совет,
Близнюковский район,
Харьковская область, Украина.
Код КОАТУУ — 6320680201. Население по переписи 2001 г. составляет 429 (208/221 м/ж) человек.
Является административным центром Алексеевского сельского совета, в который, кроме того, входят сёла
Васюково,
Григоровка и
Никольское.

## Географическое положение
Село Алексеевка находится на левом берегу реки Большая Терновка, есть мост.
На севере примыкает к селу Васюково, на юге в 1-м км сёла Григоровка и Никольское.

## История
- 1860 — дата основания.

## Транспорт
Расстояние до железной дороги 8 км, ближайшая железнодорожная станция Самойловка.

## Экономика
- Песчаный карьер.

## Культура
- Стадион.
- Дом культуры.

## Достопримечательности
- Братская могила советских воинов.